# Fidelidade (feudalismo)
Um juramento de fidelidade (do latim fidelitas) ou de fieldade é uma promessa de lealdade de uma pessoa para outra.

## Definição
Na Europa medieval, o juramento de fidelidade tomava a forma de um juramento feito por um vassalo ou subordinado a seu senhor . "Fidelidade" também se referia aos deveres atribuídos a um vassalo que eram devidos ao senhor, que consistiam em serviço e auxílio. 
Uma parte do juramento de fidelidade incluía jurar permanecer sempre fiel ao senhor. O juramento de fidelidade geralmente acontecia após o ato de homenagem, quando, pelo ato simbólico de ajoelhar-se diante do senhor e colocar as mãos entre as mãos do senhor, o vassalo se tornava o "homem" do senhor. Geralmente, o senhor também prometia prover o vassalo de alguma forma, seja através da concessão de um feudo ou de alguma outra forma de apoio.  Tipicamente, o juramento ocorria sobre um objeto religioso, como a Bíblia ou relíquia de um santo, frequentemente contida em um altar, vinculando o jurador diante de Deus. Fidelidade e homenagem eram elementos-chave do feudalismo europeu.
A fidelidade é distinta de outras partes da cerimônia de homenagem e geralmente é usada apenas para se referir à parte da cerimônia em que o vassalo jurou ser um bom vassalo para o seu senhor. 
O juramento de fidelidade também era usado por outras instituições, tais como guildas ou universidades.

## História
Na Europa medieval, um juramento de fidelidade (em alemão: lehnseid) era um elemento fundamental do sistema feudal no Sacro Império Romano. Era jurado entre duas pessoas, o súdito feudal (vassalo ) e seu superior feudal (senhor). O juramento de fidelidade era geralmente realizado como parte de uma cerimônia tradicional em que o súdito ou vassalo dava a seu senhor uma promessa de lealdade e aceitação das consequências de uma quebra de confiança. Em troca, o senhor do rei prometia proteger e permanecer leal ao seu vassalo. Esse relacionamento formava a base da posse da terra, conhecida como posse feudal, pela qual a do inquilino (o vassalo) era tão semelhante à posse real que era considerada uma propriedade separada descrita como domínio útil (dominium utile), literalmente "propriedade benéfica ", enquanto a propriedade do proprietário era referida como domínio ou superioridade eminente  (dominium directum, propriedade direta).[carece de fontes?]
No final da Idade Média, a investidura e o juramento de fidelidade eram invariavelmente registrados por um ato; nos tempos modernos, isso substituiu a cerimônia tradicional. Onde a distância geográfica entre as duas partes era significativa, o senhor podia nomear um representante diante de quem o juramento seria prestado.[carece de fontes?]
Todo o contrato, incluindo o juramento de lealdade, fazia parte de uma cerimônia formal de comendação que criava o relacionamento feudal.
O termo também é usado para se referir a juramentos semelhantes de lealdade em outras culturas feudais, como no Japão medieval, bem como em contextos políticos modernos.[carece de fontes?]